# Onvo
Onvo ― китайський бренд електромобілів, підпорядкований компанії Nio Inc. і орієнтований на загальний масовий ринок.
Бренд був випущений в 2024 році і базується в Шанхаї. Перша модель Onvo, L60, надійшла у продаж у вересні 2024 року.

## Історія
Навесні 2023 року Nio оголосила про плани розширити своє портфоліо двома додатковими брендами, включаючи більш доступну лінійку, орієнтовану на європейський ринок. Один з цих брендів отримав внутрішню назву «Alps». У лютому 2024 року були опубліковані зображення камуфльованого прототипу цього бренду, все ще під кодовою назвою «Alps». У березні 2024 року Nio розкрила офіційну назву бренду - Onvo, розмістивши його на прототипі.
Onvo був офіційно представлений у травні 2024 року. Onvo розшифровується як «В дорозі», в той час як його китайська назва, 乐道; Lèdào, покликана викликати ідею сім'ї, яка насолоджується часом разом. Onvo був визначений як ключовий елемент, який допоможе Nio збільшити свою частку на ринку та розширити клієнтську базу.  Запуск включав представлення веб-сайту бренду, мобільного додатку та призначення Алана Ая (Ai Tiecheng), старшого віце-президента Nio, президентом бренду. Також було представлено перший продукт - середньорозмірний позашляховик L60.
Позиціонований як конкурент Tesla Model Y, L60 відрізняється низьким споживанням енергії, великим запасом ходу та конкурентоспроможною ціною. Генеральний директор Nio Вільям Лі заявив, що автомобілі Onvo будуть доступні на внутрішньому та експортних ринках, таких як Європа, а поставки L60, як очікується, почнуться у вересні 2024 року.

## Моделі

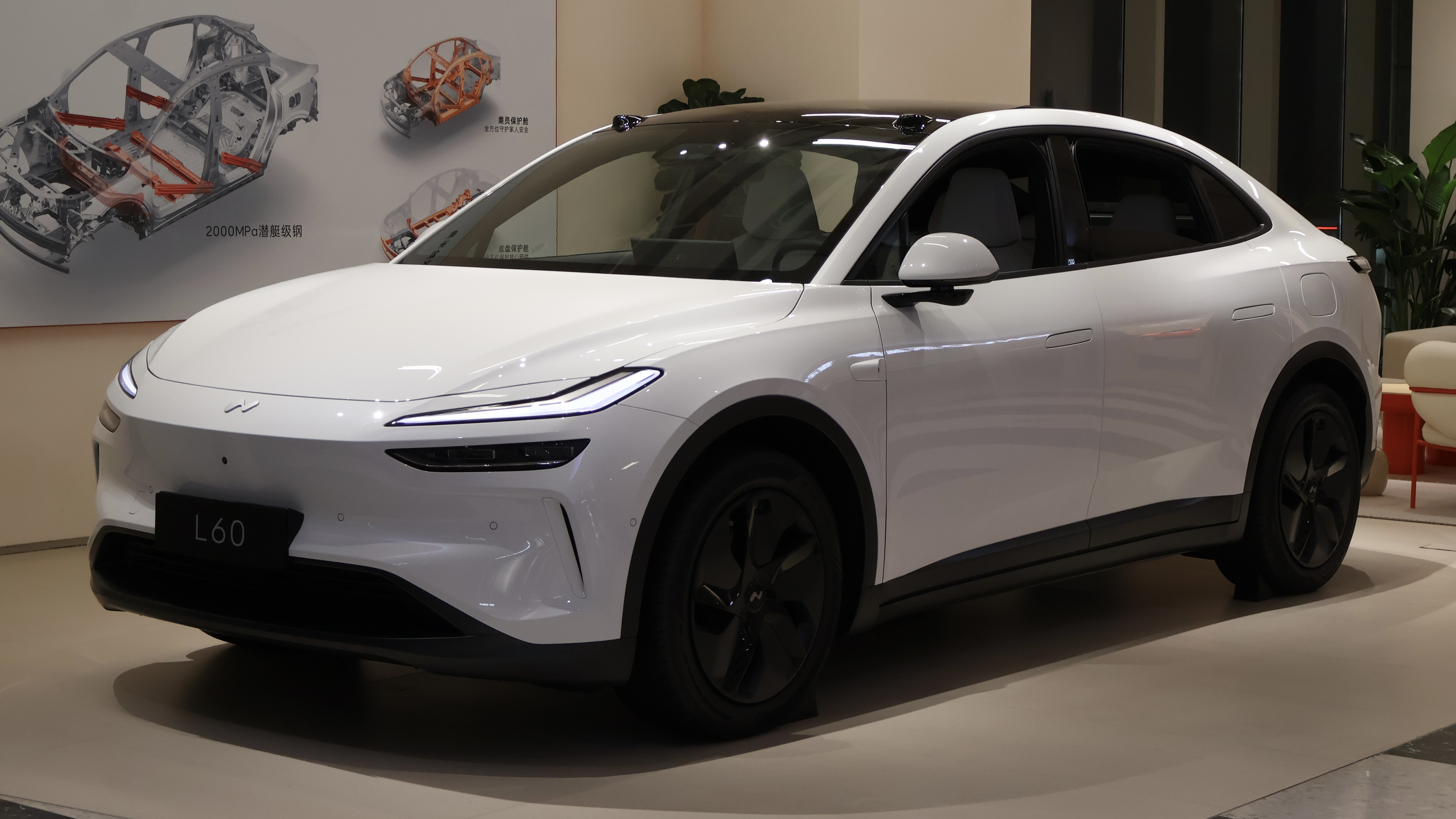
Onvo L60
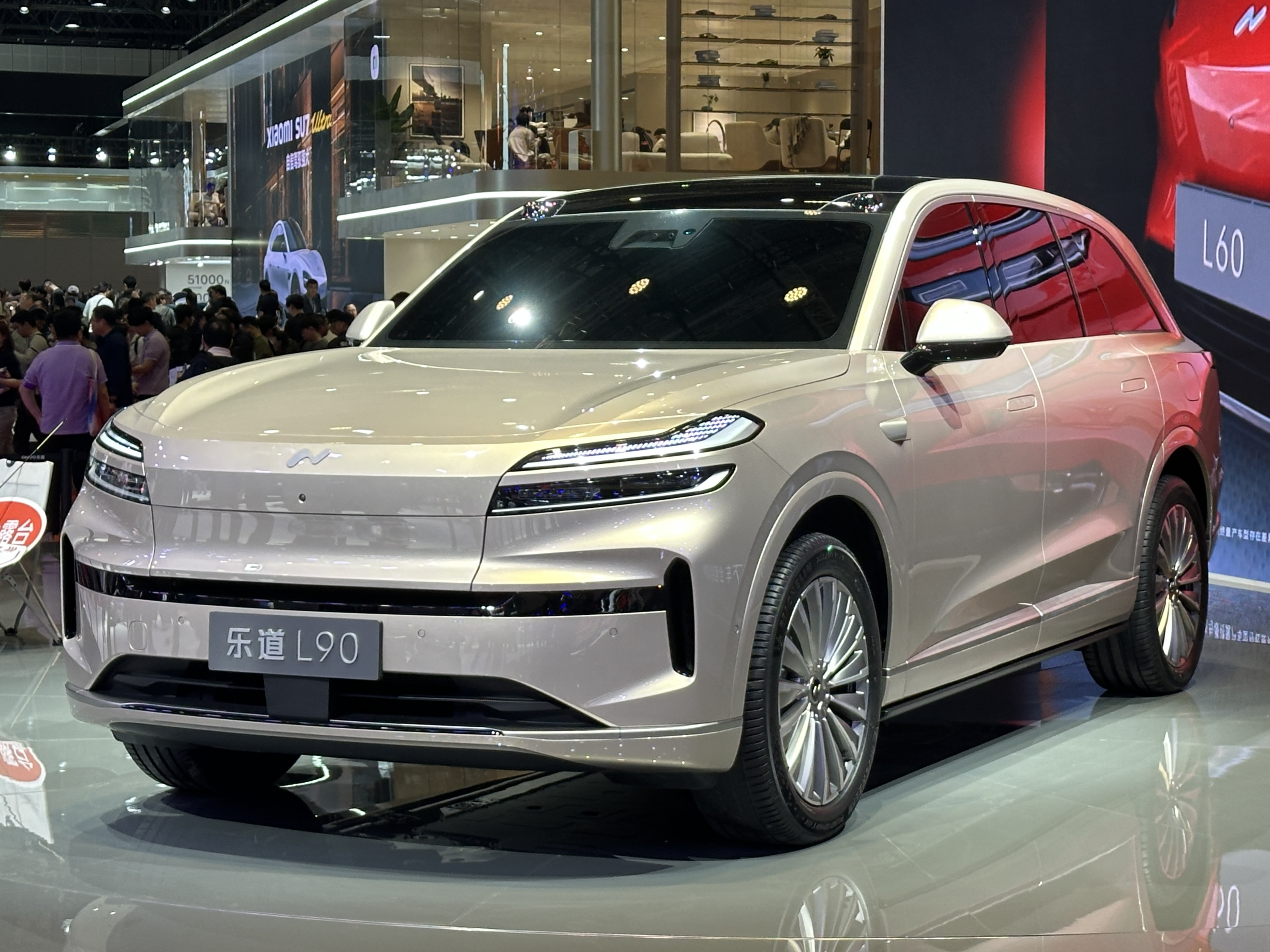
Onvo L90  - Onvo L60
  - Onvo L90